# Axiom Station
Axiom Station is een door Axiom Space gepland commercieel ruimtestation.
Axiom Space kreeg in januari 2020 toestemming voor het bouwen van een ruimtestation van NASA. Op 28 februari 2020 tekende Axiom een contract met NASA voor het leveren van een habitatmodule voor het International Space Station (ISS). Axiom Station is een van een aantal Commercial LEO Destinations (CLD) projecten die door NASA worden ondersteund voor de bouw van een opvolger van het ISS voor de uitdiensttreding in 2030. Nadat de Axiom-modules bij het ISS aan elkaar zijn gekoppeld zal het Axiom station worden losgemaakt van het ISS en zelfstandig voortbestaan.

## Bouw

### Productie
Axiom Space tekende een contract met Thales Alenia Space voor de productie van de basisstructuur en de Micrometeoroid & Debris Protection System (MDPS) voor zowel de Hab-1 als de Hab-2 module. De basisstructuur voor de Hab-1 module die in Italië werd geproduceerd moest begin 2023 bij Axiom Space in Houston, Texas aankomen voor afwerking.  Op 14 februari 2024 was de basisstructuur nog niet opgeleverd.

### Assemblage
Anno december 2024 is het plan om eerst de PPTM-module aan een van de twee cargopoorten van het ISS aan te koppelen. Wanneer de Hab-1 is gelanceerd wordt de PPTM van het ISS ontkoppeld en aan de Hab-1 aangekoppeld. De Airlock Module, Hab-2 en RMF volgen dan in die volgorde.
Axiom werkt aan diversificatie voor de lanceringen en onderzoekt de mogelijkheid on gebruik te maken van Indiase en Europese lanceersystemen.